# Marshallella riveroi
Marshallella riveroi är en insektsart som beskrevs av Ramos 1989. Marshallella riveroi ingår i släktet Marshallella och familjen hornstritar. Inga underarter finns listade i Catalogue of Life.